# Surahammars herrgård
Surahammars herrgård är en herrgård i Surahammar, Västmanlands län.
Den uppfördes mellan åren 1856 och 1858 av Adolf Zethelius, brukspatron på Surahammars bruk, men bosatte sig här. Arkitekten var Per Johan Ekman. Byggnaden som murades upp med tegel från Strömsborgs bruk och parken visar engelska influenser. Takplåterna producerades själv på Surahammars bruk.

Herrgården var bostad åt disponenterna på bruket fram till 1984, då den såldes och blev hotell och restaurang. I december 2009 såldes herrgården till Stiftelsen Ateneum, som bildats inom ramen för Opus Dei.

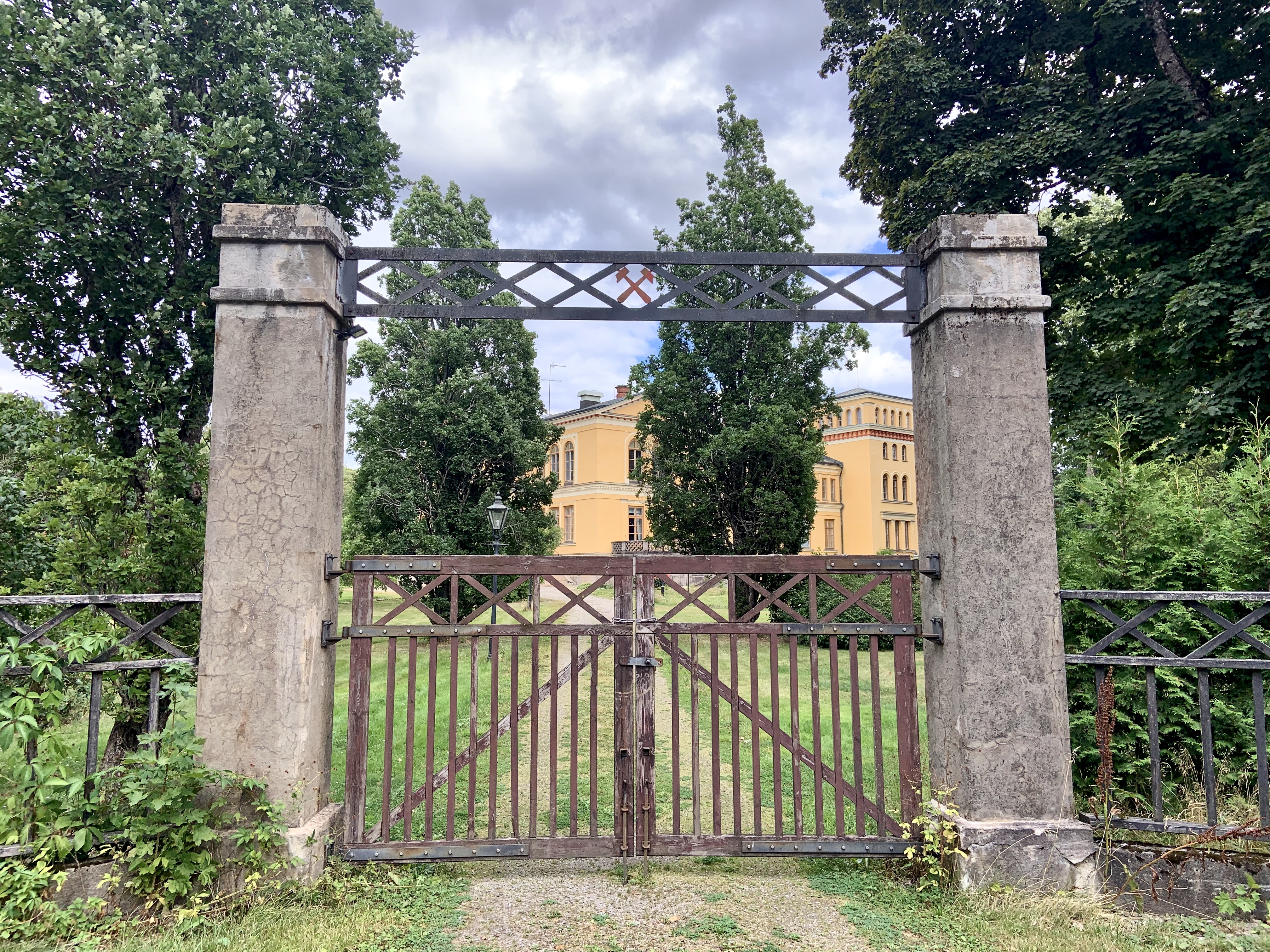
Porten till Surahammars herrgård
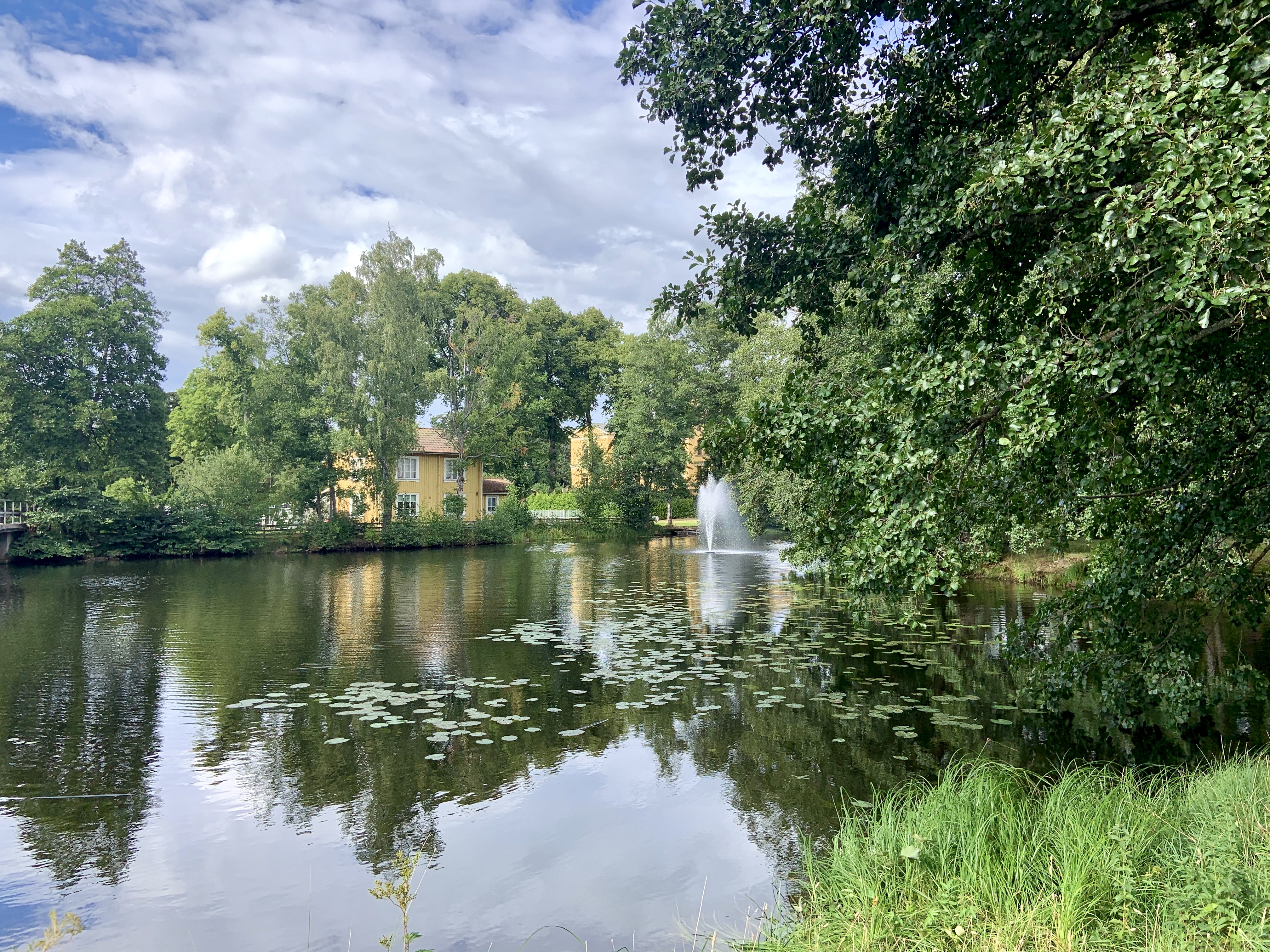
Bruksparken med utsikt på herrgården
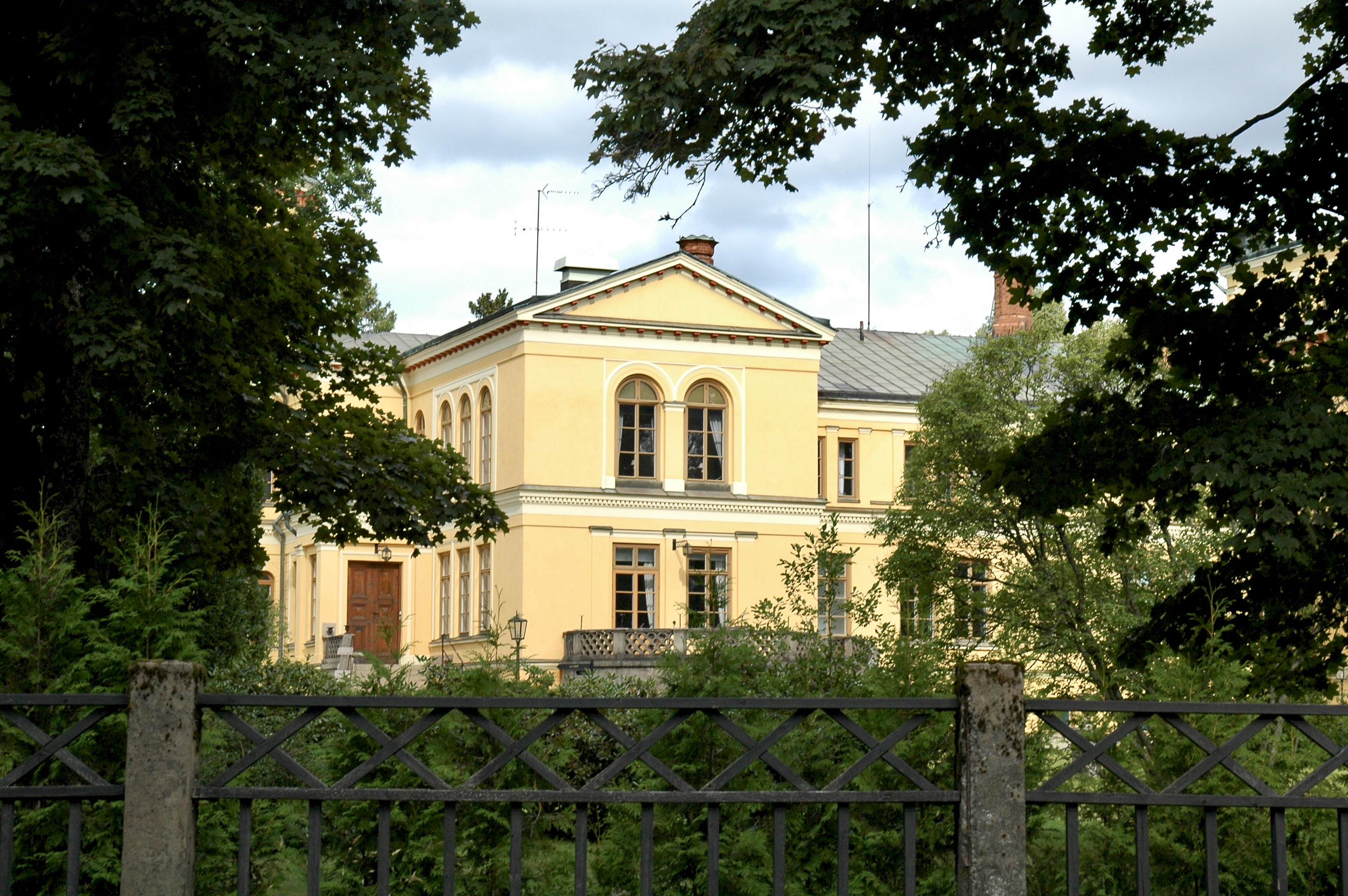
Surahammars herrgård
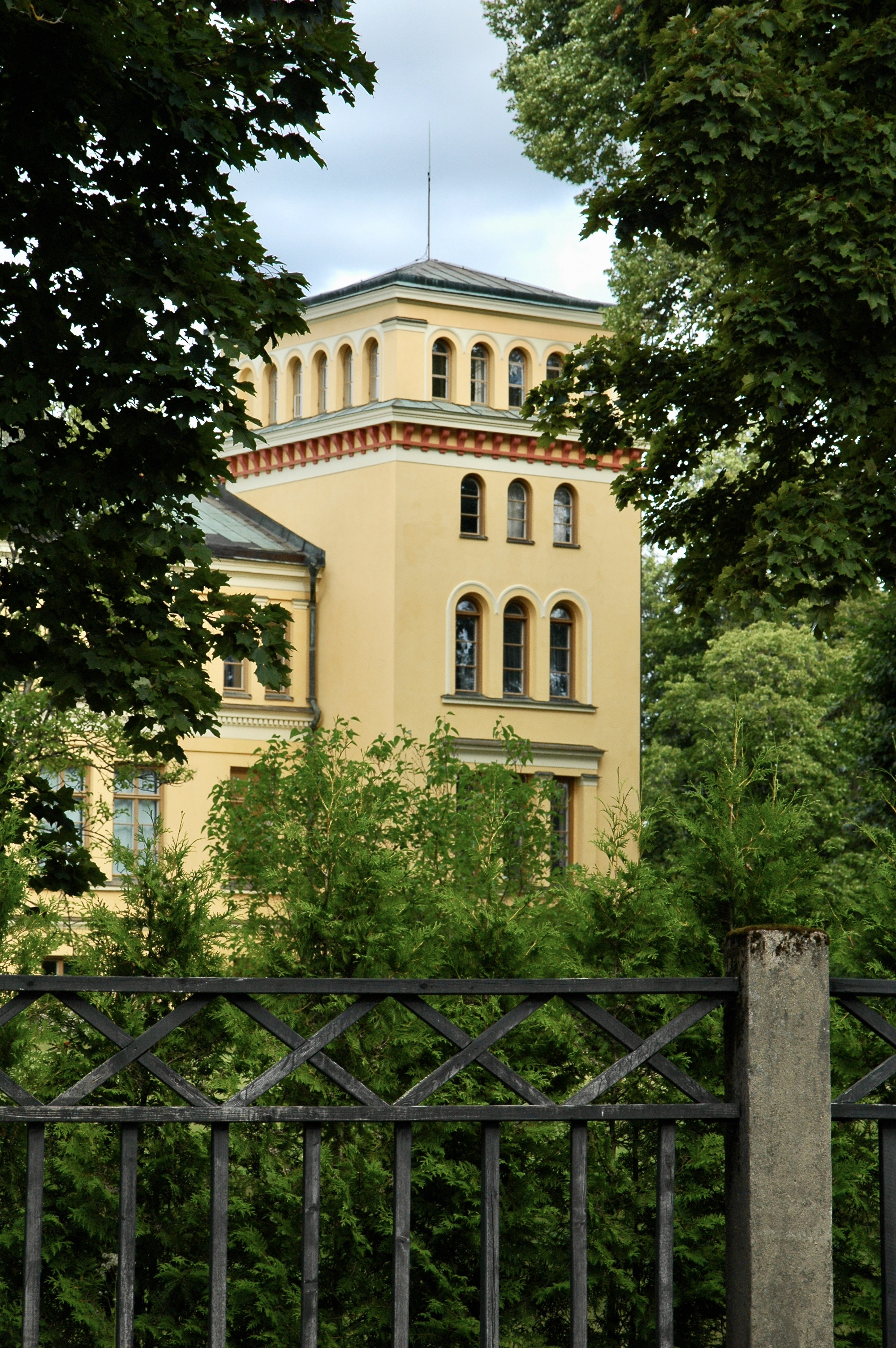